# Cudillero
Cudillero (in castigliano) o Cuideiru (in asturiano) è un comune spagnolo di 6 094 abitanti situato nella comunità autonoma delle Asturie.

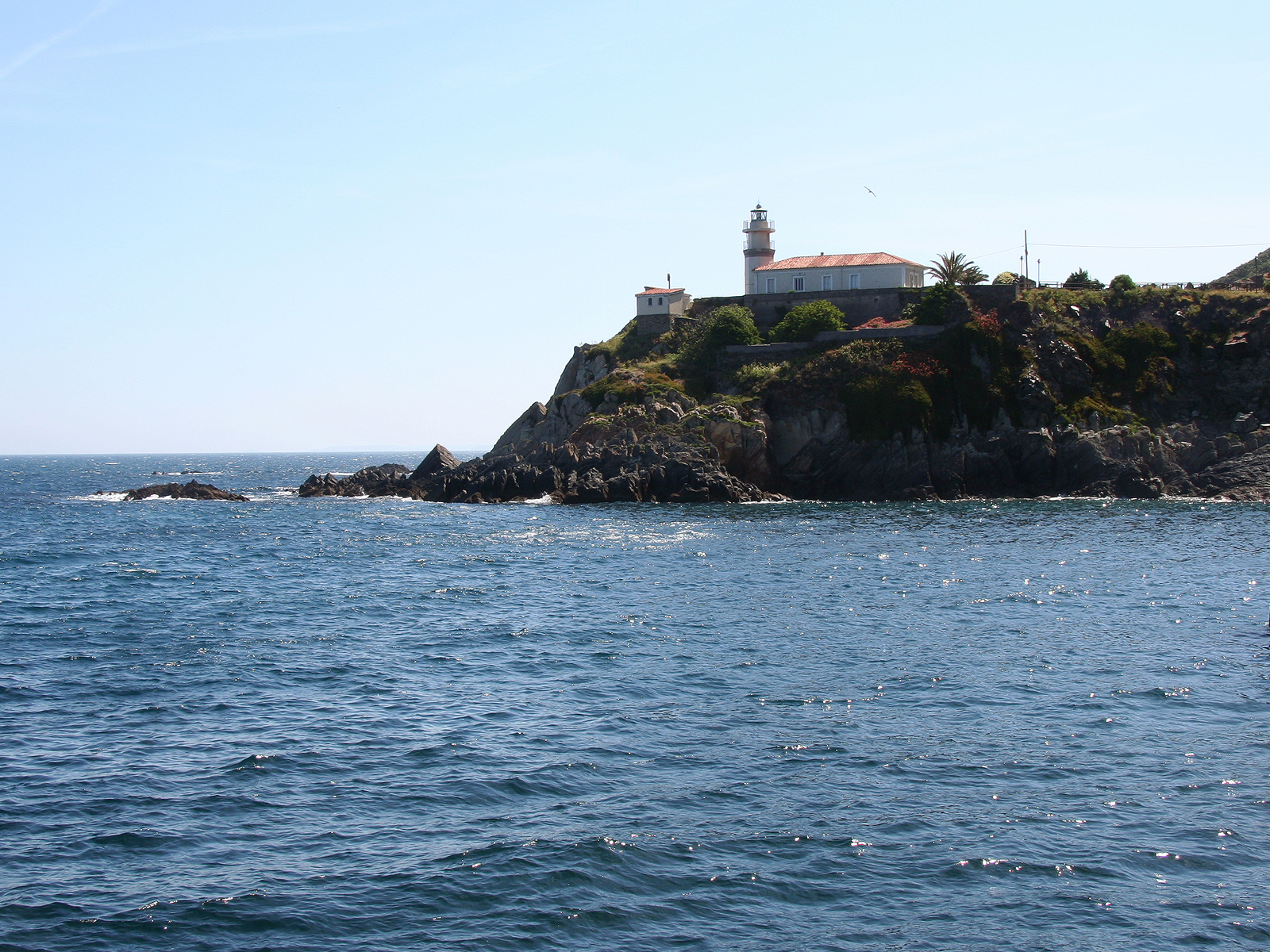
Cudillero, il Faro